# Radicchio

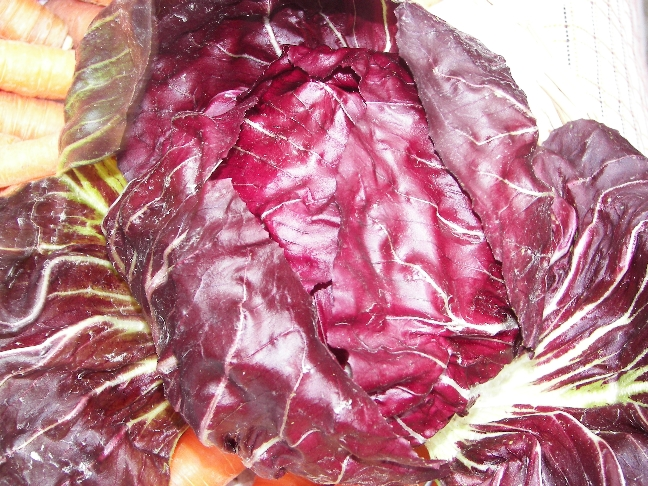
Radicchio

Radicchio (Cichorium intybus var. foliosum) és una verdura de fulla que és una varietat de la xicoira (Cichorium intybus, Asteraceae), normalment té fulles vermelles amb les venes blanques. Té un gust amargant que arriba al seu millor punt quan es rosteix o es passa per la graella.

## Història
És una varietat molt antiga, la cita Plini el Vell a Naturalis Historia, dient que purifica la sang i va bé contra l'insomni. De fet conté intybina, un agent sedant i també un tipus de flavonoide anomenat antocianina.
El conreu modern de la planta s'inicià al segle xv a les regions italianes del Veneto i Trentino però el tipus vermell fosc va ser creat el 1860 pel belga Francesco Van den Borre, fent servir la tècnica del imbianchimento (emblanquiment) per a aconseguir-ho.
El Radicchio Rosso di Treviso (IGP) té indicació geogràfica protegida.

## Ús culinari
A Itàlia on aquesta hortalissa és força popular, normalment es menja a la graella i amb oli d'oliva o mesclat en plats com els risotto: als Estats Units s'acostuma a menjar cru en amanida. Pot acompanyar la pasta i altres plats. A Occitània i a França és una dels ingredients del mesclum